# Jakob Imobersteg (Geistlicher)
Jakob Imobersteg (* 1. Januar oder 26. oder 25. Dezember 1825 in St. Stephan im Obersimmenthal; † 26. Dezember 1879 in Bremgarten) war ein Schweizer evangelischer Geistlicher, Heimatforscher und Dialektologe.

## Leben
Jakob Imobersteg wuchs als zweitältester Sohn in einer Bauernfamilie in St. Stephan auf.
Seine Bildung begann bereits früh, weil seine Eltern viel Wert auf eine gute Erziehung legten und sie ihm eine fundierte Ausbildung unter Anleitung eines Privatlehrers zugutekommen liessen, bis er 1843 auf das Literargymnasium (siehe Gymnasium Kirchenfeld) nach Bern kam. Nachdem er das Gymnasium erfolgreich abgeschlossen hatte, begann er mit einem Theologiestudium an der Universität Bern und entwickelte eine besondere Leidenschaft für die Naturwissenschaften, insbesondere die Botanik.
Nach dem Studium reiste er ins Ausland, um seinen Horizont zu erweitern; hierzu reiste er in die Niederlande und kehrte dann über Paris wieder zurück. Seine Rückkehr führte ihn in verschiedene Pfarrstellen, zunächst 1850 als Pfarrverweser in der seeländischen Kirchgemeinde Gampelen und dann in Wengi, ferner als Pfarrvikar in Heimiswil und in Frauenkappelen. Eine selbständige Stellung erlangte er im Jahre 1854 durch seine Wahl zum Pfarrer in Eggiwil. In dieser Gemeinde engagierte er sich über zwei Jahrzehnte lang intensiv für die Menschen, vornehmlich für die Armen und Bedürftigen, und wurde zu einer wichtigen Stütze der Gemeinschaft.
Im Jahr 1876 wechselte er nach Bremgarten, wo er erneut mit ökonomischen Nöten der Bevölkerung konfrontiert wurde. Bei einem seiner zahlreichen Hausbesuche in der Winterkälte 1879 erkrankte er an einer doppelseitigen Lungenentzündung und verstarb nach sechs Tagen am 26. Dezember desselben Jahres.
Neben seiner seelsorgerischen Tätigkeit war er auch schriftstellerisch aktiv. Sein erstes Werk, Alpenklänge, entstand aus seiner tiefen Liebe zur Alpenwelt und spiegelte seine poetische Begabung wider. Darüber hinaus verfasste er historische Werke, die sich mit der Geschichte seiner Heimatregion beschäftigten, darunter Das Simmenthal und Das Emmenthal. Der Erlös seiner Schriften war stets für wohltätige Zwecke bestimmt, was sein Engagement für die Bedürftigen unterstrich.
Er beschäftigte sich auch mit dem Versuch, ein Wörterbuch zur Sprache des Simmentals anzulegen, das 1860 in den Besitz des Schweizerischen Idiotikon gelangte.

## Mitgliedschaften
Jakob Imobersteg war Mitglied des Historischen Vereins des Kanton Bern.

## Schriften (Auswahl)
- Alpenklänge, dichterische Bilder aus den Alpen, von einem bernischen Geistlichen. Bern, 1860 (Digitalisat).
- Das  Simmenthal in alter und neuer Zeit. Bern, 1874 (Digitalisat)
- Das Emmenthal nach Geschichte, Land und Leuten. Bern, 1876 (Digitalisat).
- Das  Inselbuch: uebersichtliche Darstellung der geschichtlichen Entwicklung und des gegenwärtigen Bestandes der Inselkorporationsanstalten: Inselspital, äusseres Krankenhaus, Waldau. Bern, 1878 (Digitalisat).
- Die Ritter von Bremgarten an der Aare und ihre Herrschaft. Bern, 1878 (Digitalisat).